# Charles Roche
Charles Auguste Roche (31 mars 1880 à Reims - 15 janvier 1953 à Reims) est un industriel et un homme politique français.

## Biographie
Industriel fondeur, il fut conseiller municipal, puis maire de Reims du 11 décembre 1919 au 14 mai 1925. Il présida au démarrage de la reconstruction de la ville, après la guerre de 1914-1918. 

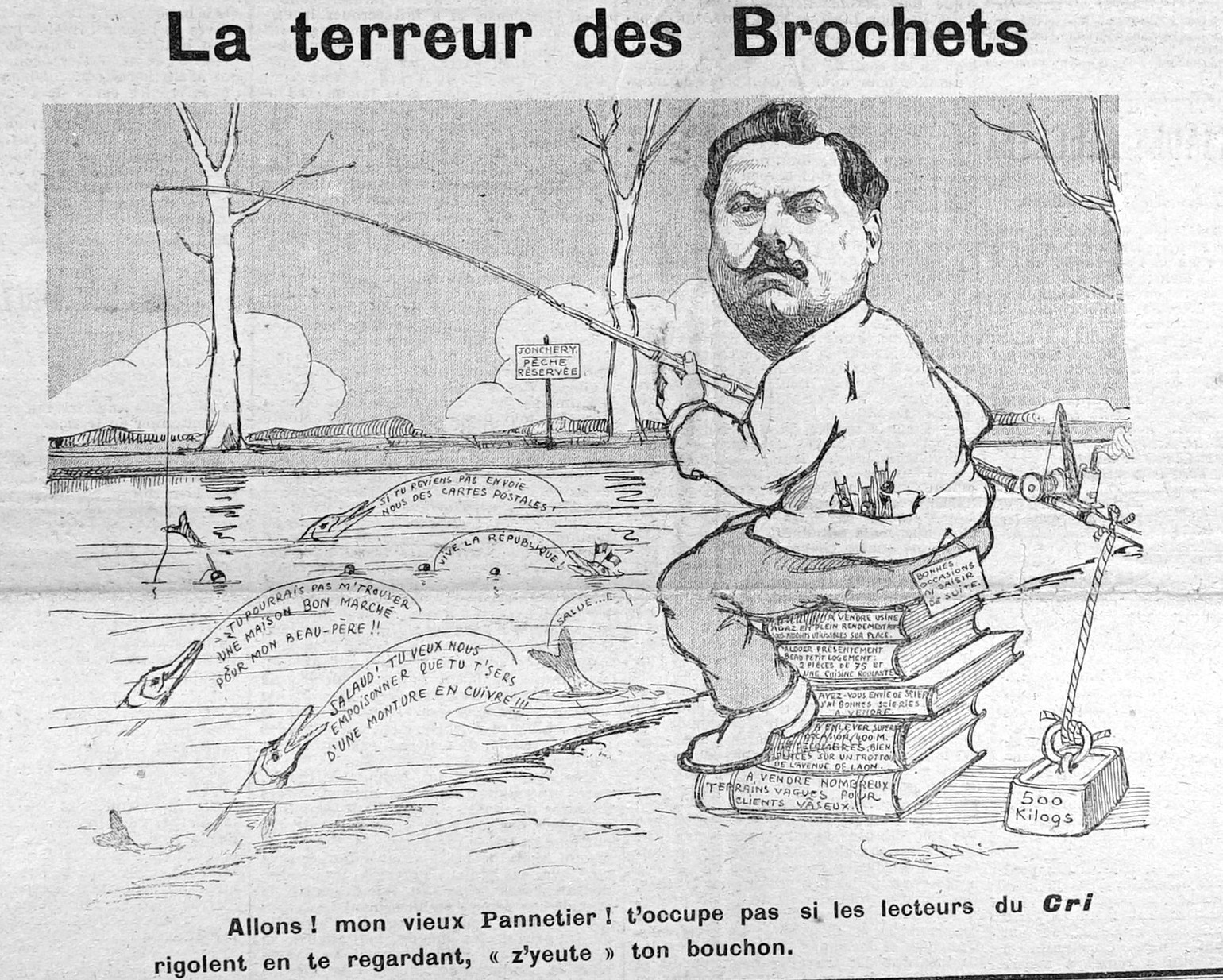
Charles Roche brocardé dans Le Cri de Reims.

Il épousa à Reims en 1911 Marie Clara Madeleine Barré (1885-1980).
Il repose au Cimetière du Nord.

## Décoration française
- Chevalier de la Légion d'honneur

## Source
- *Annuaire de la guerre, Association amicale des anciens élèves du lycée de Reims,  impr. Matot-Braine (Reims), 1920 sur Gallica